# Port lotniczy Tennant Creek
Port lotniczy Tennant Creek (IATA: TCA, ICAO: YTNK) – mały regionalny port lotniczy położony w Tennant Creek, w stanie Terytorium Północne, w Australii.